# Rativci
Rativci (ukrajinsky Ратівці, rusky Ратовцы, maďarsky Rát, česky a slovensky Rátovce) jsou obec na Ukrajině, v Zakarpatské oblasti, v okrese Užhorod, v surtské vesnické komunitě. V roce 2001 zde žilo 1325 obyvatel. Převážná část obyvatel je maďarské národnosti.

## Historie
První písemná zmínka pochází z roku 1284, kdy sídlo bylo uvedeno v podobě Vrat. Až do uzavření Trianonské smlouvy byla ves součástí Uherska. V té době se rozlišovaly obce Nagyrát (Velký Rát) a Kisrát (Malý Rát). Kisrát byl poprvé písemně zmíněn v roce 1427, kdy byl uveden jako Kyzrath. Po uzavření Trianonské smlouvy obě obce připadly Československu, kde byly vedeny pod názvy Velké Rátovce a Malé Rátovce, a to jako součást tehdejšího okresu Kráľovský Chlmec, který nebyl součástí Podkarpatské Rusi. V letech 1938 až 1944 byly obě obce (kvůli první vídeňské arbitráži) součástí Maďarska. Poté je obsadil a anektoval Sovětský svaz.